# 日本ゲートウェイ
日本ゲートウェイ（にほんゲートウェイ、設立当初の名称は「日本ゲートウェイ弐千」（にほんゲートウェイにせん。外部向けの表記は日本ゲートウェイ2000」））は、アメリカのコンピュータ製造大手ゲートウェイ社の日本法人である。

## 第1期日本進出

### 日本法人設立
当時アメリカ市場においてBTO（注文生産）方式で成功を収めていたゲートウェイが、その100%子会社の日本法人として、1995年9月に日本ゲートウェイ弐千株式会社を神奈川県横浜市保土ケ谷区の横浜ビジネスパーク内に本社に設立した。社長にはニュージーランド人のデレク・シュナイダマン（Derek Schneideman）が就任した。なお、それまでは総合商社の日商岩井が日本市場の販売を担当していた。

### 積極的な展開
個人向けは本国同様直販によるBTO方式を取り、直営店「ゲートウェイカントリー」とECサイト、電話による販売を行った。法人向けは東京や大阪、札幌などの全国の主要都市に法人営業部のオフィスを置き、主に三菱電機や富士電機、ダイワボウ情報システムなどのベンダー経由で販売を行ったほか、2000年秋にはソニーやリコーなどの大手顧客専用のECサイト「Gateway Enterprise Express」の提供を始めるなど、法人向けのオンライン直販も行った。
また、高性能と低価格、充実したサポートを売りに伊東美咲やEvery Little Thingなどを使ったテレビ広告を行い、月刊の無料冊子を大量に配布するなど派手な広告活動を行った他、一時は全国の主要都市に数十店の直営店を持ち、国内の販売シェアも急上昇するなどまさに飛ぶ鳥を落とす勢いであった。
日本での事業基盤が整うと、1998年10月には「ゲートウェイネット」と名づけられたプロバイダ事業へ進出した。その他にもクレジットカード事業（シティカードとの提携）やパソコンの出張レッスンなどの教育事業、「Beyond the Box」と呼ばれた法人営業を含むビジネスソリューション事業にも進出した。「ゲートウェイネット」はパソコンのサポート同様評価が高かったものの、法人営業を含むビジネスソリューション事業は、その立ち上げのタイミングが遅かった上、同社の法人営業力が脆弱であったことから成功し得なかった。

### 高い評価
「日経パソコン」誌でのパソコンメーカーサポートランキングで1999年度、2000年度、2001年度と3年連続1位を獲得するなど、ユーザーサポートには定評があり、自分の用途に合わせた高性能パソコンを格安に提供できるBTO方式であることもあいまって、特にハイエンドユーザーからの評価が非常に高かった。
また、日本独自のラップトップモデルや法人向けデスクトップモデル（特定の市場向けのモデルを持ったのはアメリカ本国以外では唯一日本のみであった）を数モデル販売するなど、世界第2位の規模を持つ日本市場を重視する戦略を取っていた。

### 撤退
デルコンピュータやコンパック（消滅）、ヒューレット・パッカードなどとの競争激化による収益の低下を受けた2000年頃からのアメリカ本社の急激な経営悪化に伴い、2001年の年初頃から社内では世界的に事業を縮小することが計画され、全世界共通の基幹システムの導入や、日本国内の路面店舗の新規展開や移転など、様々な新規プロジェクトが突如凍結された。
その後8月にシンガポールやイギリス、オーストラリアなどのアメリカ国外市場から突如撤退し、これらの市場に向けた製品を生産していたアイルランドとマレーシアにある生産工場も閉鎖することを発表した。この中には赤字であった日本市場からの完全撤退も含まれていた。この大規模なリストラにより、1万9000人いる全世界の従業員の25%（その殆どがアメリカ国外市場の社員）を削減し、年間で約3億ドルのコスト削減が達成できるものと予想された。
この発表は、実際に撤退・事業停止する当日のことであったため、大手取引先のみならず、個人の顧客にも混乱を起こしただけでなく、多くの従業員が路頭に迷い、まさにITバブル崩壊の象徴的な出来事として大きく報じられた。なお、撤退直前の正社員・契約社員数は700名程度であったが、その多くがその後ライバル会社のデルコンピュータなどの同業種に移った。

### 撤退の影響
日本ゲートウェイとデルコンピュータの熾烈な価格競争が、日本のパソコン市場の価格低下に与えた影響は大きかったため、多くのパソコンユーザー（特にハイエンドユーザー）がその撤退を惜しんだ。実際、日本ゲートウェイの撤退後、デルコンピュータはその価格を以前のように下げることはほとんどなくなり、その上に日本ゲートウェイの顧客が大量にデルコンピュータに移動したため、デルコンピュータは一時的に大きく収益とシェアを伸ばすことになった。

#### 撤退時の陣容
- 本社：神奈川県横浜市保土ケ谷区神戸町134番地 横浜ビジネスパークHi-Techセンター
- 会長：エドワード・J・ナイハイゼル（Edward J. Neiheisel）
- 従業員数：約800人（正社員･契約社員を含む）
- 直営店：秋葉原、新宿、立川、町田、横浜、静岡市など
- 支店：東京（法人営業本部：九段）、大阪、名古屋、札幌、福岡など

## 再進出
その後、2004年1月30日に、アメリカ本社はゲートウェイ同様に低価格を売りにするeMachines社（イーマシーンズ、2002年に日本に進出）を買収。再びアメリカ市場でのシェアを3位に引き上げ、起死回生を図ると同時に、同社の流通網を使用して、同年12月には再び日本に進出した。しかしアメリカ本社に以前のような勢いがなかった上、前回の突然の撤退劇に嫌気がさした旧ユーザーの拒否反応が大きかったこともあり、中小メーカーの範囲を脱することができず、2007年10月に台湾のエイサーに買収された。

### 現在（再進出）
- Gateway Official Site （英語）
- 日本語サイト

### 第1期進出関連
- 日本ゲートウェイ2000
- 日本ゲートウェイ撤退のお知らせ(2001.8.29、ウェブアーカイブ)
- ある社員が語る“ゲートウェイの最期” (2001.8 ITmedia)